# Герб Верхова
Герб Верхова — офіційний символ села Верхів, Рівненського району Рівненської області, затверджений 24 червня 1998 р. рішенням сесії Верхівської сільської ради. 
Автори — А. Гречило та Ю. Терлецький.

## Опис герба
У золотому полі синє вістря, на якому по шипоподібно відділеній срібній основі пливе срібний лебідь із піднятими крильми, обабіч на золотих полях — по чорному наконечнику стріли вістрям угору.

## Значення символів
Геральдичне вістря вказує на розташування села на височині, від чого й виводять його назву (герб є промовистим). Наконечники стріл символізують давню оборонну функцію поселення, а лебідь — місцеві водойми. 
Щит увінчано червоною міською короною, що вказує на село, яке давніше було містечком.